# Vec
Vec (* 31. ledna 1976, Zlaté Moravce), vlastním jménem Branislav Kováč, je slovenský rapper a DJ. V roce 1992 založil s rapperem Midim hiphopovou skupinu Trosky, která v roce 1997 vydala album Trosky. Ve svých textech se zaobírá mj. politickými i sociálními tématy. V roce 2001 přispěl svou skladbou Calex City 2001 ve vlastní produkci a s vlastními skreči na album From Amsterdam To Praha. V roce 2005 přichází Vec se svým albem Dobré ráno, z něhož pochází písně jako Na horách nebo Gde ste?. V roce 2008 vydal album Funkčný Veterán.
V roce 2001 se Vec probojoval do světového finále diskžokejské soutěže DMC.

## Diskografie

### Sólo alba
- 2005: Dobré Ráno (Escape/EMI)
- 2008: Funkčný Veterán (Escape/EMI)
- 2009: Funkčné remixy (Escape/EMI)
- 2012: Stereo Farbo Slepo
- 2016: Domáce potreby (Sam System)

### Ostatní alba
- 2019: Vec & Tono S. – Ultrazvuk
- 2021: Vec & Švidraň – Hudba k láske

## Videoklipy

### Sólo klipy
- 2005 – Na horách
- 2005 – Gde ste (ft. Zverina)
- 2008 – Turista (ft. PIO Squad)
- 2009 – Tu (ft. Supa)
- 2009 – Vianočná (ft. Moja Reč, Zverina & Hafner)
- 2012 – Branči Kováč
- 2012 – Placebo
- 2012 – Kúsky ma
- 2018 - Slovák

### Ostatní klipy
- 1997 – Tozmemi (Trosky)
- 2006 – Dávej bacha (Kateřina Winterová, Moja Reč, Vec & Supercrooo)
- 2007 – Kariera 16 (Supercrooo ft. H16 & Vec)
- 2010 – Toto je Hip Hop (Viktor Hazard feat. Mišo Biely, Otecko, Opak, Vec, Supa, Delik, Vladimir 518, Majk Spirit, Čistychov, Orion, DNA, Moe, Zverina & DJ Metys)
- 2010 – Wack MCs (Oliver Lowe ft. Rest, Vec & DJ Alyaz)
- 2010 – Ledové ostří (DJ Wich ft. Vec, Zverina & Indy)